# Diocesi di Naucratis
La diocesi di Naucratis (in latino Dioecesis Naucratitana) è una sede soppressa e sede titolare della Chiesa cattolica.

## Storia
Naucratis, identificabile con le rovine di Tell-Nebireh nel delta del Nilo, è un'antica sede episcopale della provincia romana dell'Egitto Primo nella diocesi civile d'Egitto, ed era suffraganea del patriarcato di Alessandria.
A questa sede Le Quien, nel XVIII secolo, attribuisce il vescovo Arpocrazio, che prese parte al concilio di Nicea del 325. Studi successivi tuttavia hanno assegnato questo vescovo ad altre diocesi, quella di Alfocranon o, più probabilmente, quella di Fragonis.
L'unico vescovo certo di quest'antica diocesi è Isaia, documentato in due occasioni: sottoscrisse nel 458 la lettera dei vescovi dell'Egitto Primo all'imperatore Leone dopo la morte di Proterio di Alessandria; l'anno seguente sottoscrisse il decreto sinodale di Gennadio I di Costantinopoli contro i simoniaci.
Dal 1933 Naucratis è annoverata tra le sedi vescovili titolari della Chiesa cattolica; la sede finora non è mai stata assegnata.

## Cronotassi dei vescovi
- Arpocrazio ? † (menzionato nel 325)
- Isaia † (prima del 458 - dopo il 459)